# راز ایو
«راز ایو» (انگلیسی: Eve's Secret) فیلمی در ژانر کمدی رمانتیک به کارگردانی کلارنس جی. بدجر است که در سال ۱۹۲۵ منتشر شد. از بازیگران آن می‌توان به بتی کامپسن، جک هولت، ویلیام کالی‌یر، ماریو کاریلو و لایونل بلمور اشاره کرد.